# Hartsvanger

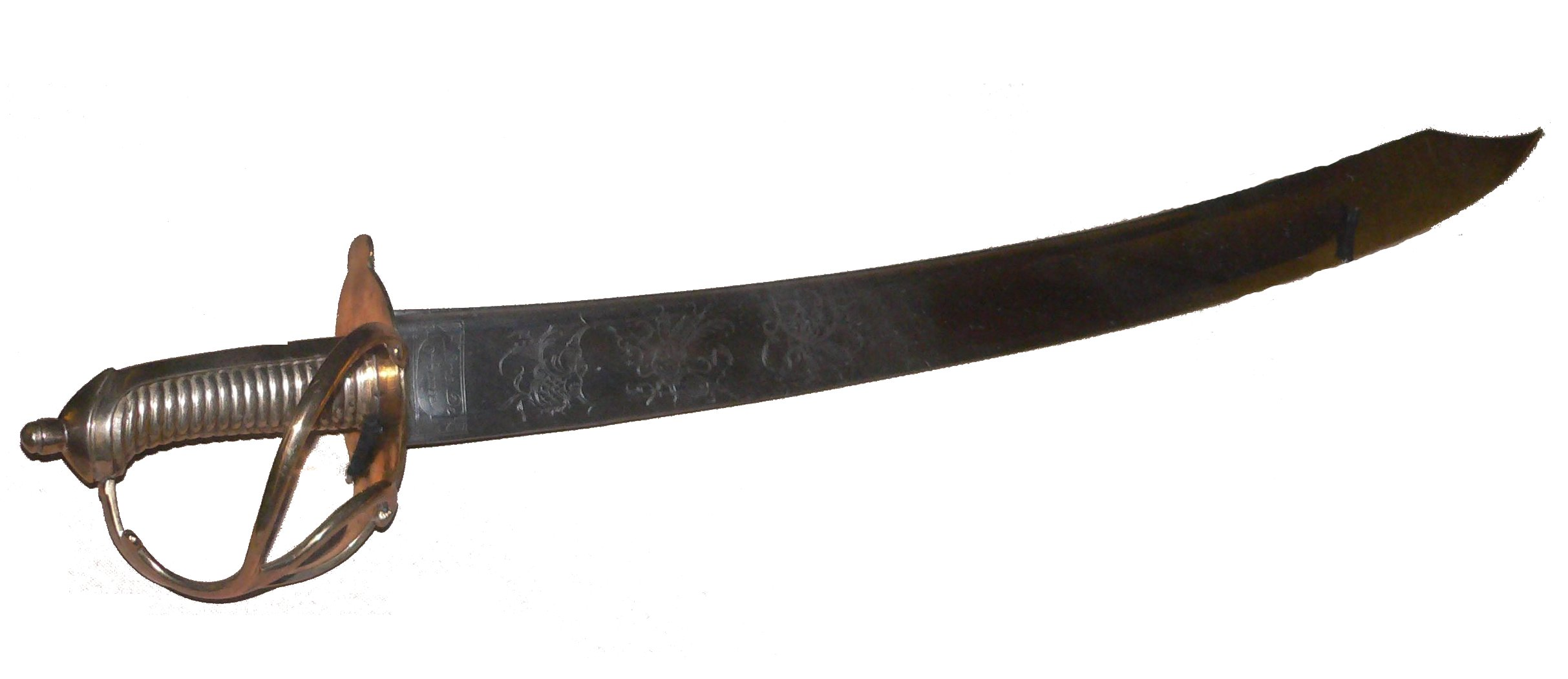
hartsvanger

Een hartsvanger of entersabel is een kort, dik snijzwaard, of een dikke sabel, met een recht of licht gekromd lemmet, en vaak een solide mand-vormig gevest.

## Etymologie
De hartsvanger werd oorspronkelijk gebruikt voor de jacht, waaraan hij zijn naam te danken heeft (hertenvanger). Aan het Nederlands hof behoorde de hartsvanger tot de uitrusting van de hofjager.

## Geschiedenis en gebruik
Het wapen werd veel gebruikt aan boord van zeilschepen. Het is kort genoeg om in gevechten op korte afstand te gebruiken, zoals tijdens het enteren, in de touwen of benedendeks. De hartsvanger is vaak als wapen te zien in piratenfilms. Een voordeel was het simpele gebruik. Er is minder behendigheid voor nodig dan bij het hanteren een rapier, floret of degen. Als infanteriewapen was het effectiever dan een sabel.
Voor zeelieden was het ook een belangrijk stuk gereedschap omdat het sterk genoeg was om dikke touwen, zeil en hout te snijden. De hartsvanger werd verder als kapmes gebruikt in de suikerrietteelt en in tropische regenwouden van het Caraïbisch gebied.
De Britse marine gebruikte tot 1941 een soort hartsvanger als scheepssabel. De Nederlandse marine gaf de voorkeur aan de klewang.